# Metabelba benoiti
Metabelba benoiti är en kvalsterart som beskrevs av Balogh 1958. Metabelba benoiti ingår i släktet Metabelba och familjen Damaeidae. Inga underarter finns listade i Catalogue of Life.